# Spanska Nederländerna
Spanska Nederländerna bestod i huvudsak av dagens Belgien, Nederländerna, Luxemburg samt några angränsande territorier i nuvarande Tyskland och Frankrike. I Frankrike var det i norr Artois med Arras och Franska Flandern, som ligger ovanför Artois, med bland annat Dunkerque, Lille och Douai. I söder mot nuvarande gränsen till Spanien tillhörde även Roussillon Spanien. I och med pyreneiska freden 1659 mellan Spanien och Frankrike avträddes slutligen Artois med Arras samt Roussillon till Frankrike och de andra områdena i nuvarande Frankrike stegvis med olika fredstraktat fram till 1713. 
Nederländska frihetskriget mellan 1568 och 1648 ledde till att Nederländerna blev självständiga från Spanien. De nederländska provinser som i huvudsak var den katolska och franskspråkiga delen av Nederländerna (som ungefär motsvarar dagens Belgien) var, i motsats till de provinser som i nederländska frihetskriget från 1581 blev självständiga, fortsatt under spansk överhöghet. Så skedde främst genom guvernören Alessandro Farneses förtjänst under 1570-talet, något som resulterade i freden i Arras. Spanska Nederländerna upphörde år 1713, efter spanska tronföljdskriget, och kom under habsburgarna i Österrike och kallades därefter Österrikiska Nederländerna.

### Fotnoter
1. ↑  ”Belgium” (på engelska). World Statesmen. http://www.worldstatesmen.org/Belgium.html. Läst 7 december 2015.